# Sandy Dennis
Sandra Dale "Sandy" Dennis (Nebraska, 27 de abril de 1937 — Connecticut, 2 de março de 1992) foi uma atriz norte-americana, vencedora dos prêmios Tony e Oscar.

## Infância
Dennis nasceu em Hastings, Nebraska, filha de Yvonne, uma secretária, e Jack Dennis, um funcionário do correios. E tem um irmão Frank. Colega de escola de Dick Cavett, ela estudou na Universidade Nebraska Wesleyan e na Universidade de Nebraska. Sandy cresceu em Kenesaw e Lincoln ambas em Nebraska, apareceu no Grupo de Teatro da Comunidade de Lincoln e se mudou para Nova Iorque com 19 anos.

## Carreira
Dennis fez sua estreia na televisão em 1956 em The Guiding Light e no cinema em 1961 no filme Splendor in the Grass. Entretanto a carreira mais conhecida dela é no teatro. Ela ganhou dois Tony Award consecutivos, pela sua performance em A Thousand Clowns e em Any Wednesday. Ela ganhou o Oscar de melhor atriz (coadjuvante/secundária) pelo papel de Honey, a esposa jovem, frágil e neurótica de George Segal, em Who's Afraid of Virginia Woolf?, de 1966. Isto foi seguido pelas bem-sucedidas performances em Up the Down Staircase, de 1967, The Fox, de 1967, Sweet November, de 1968 e The Out-of-Towners, de 1970. Em 1964 ela apareceu no episódio "Don't Mention My Name in Sheboygan", do drama de televisão da CBS, de Craig Stevens, Mr. Broadway.
Defensora do "Método de Atuação", as performances de Sandy foram descritas como neuróticas e educadas. Seu estilo próprio de atuação incluía falar palavras juntas e estranhamente parar e começar frases, de repente subia e descia oitavas na sua fala e tinha mãos trêmulas. 
Seus últimos papéis significativos foram em Come Back to the Five and Dime, Jimmy Dean, Jimmy Dean, de 1982. Em 1991, ela protagonizou o filme The Indian Runner, que marcou a estreia de Sean Penn como diretor, além dele ter escrito o roteiro.

## Vida pessoal
Dennis viveu com o proeminente músico de jazz Gerry Mulligan, entre 1965 e 1976. Embora Mulligan muitas vezes chamou Sandy de sua segunda esposa, ela mais tarde revelou que ela nunca casou. Ela também viveu com o ator Eric Roberts, entre 1980 e 1985.
Sandy Dennis morreu de câncer de ovário em Westport, Connecticut, com 54 anos.

## Filmografia
| Ano  | Filme                                                  | Papel           | Notas                                                                           |
| ---- | ------------------------------------------------------ | --------------- | ------------------------------------------------------------------------------- |
| 1961 | Splendor in the Grass                                  | Kay             |                                                                                 |
| 1966 | Who's Afraid of Virginia Woolf?                        | Honey           | Oscar de melhor atriz (coadjuvante/secundária) Indicada - Prêmios Globo de Ouro |
| 1967 | Up the Down Staircase                                  | Sylvia Barrett  |                                                                                 |
| 1967 | The Fox                                                | Jill Banford    |                                                                                 |
| 1968 | Teach Me!                                              |                 |                                                                                 |
| 1968 | Sweet November                                         | Sara Deever     | Indicada - Prêmios Globo de Ouro                                                |
| 1969 | That Cold Day in the Park                              | Frances Austen  |                                                                                 |
| 1969 | A Touch of Love                                        | Rosamund Stacey | conhecido como Thank You All Very Much                                          |
| 1970 | The Out-of-Towners                                     | Gwen Kellerman  |                                                                                 |
| 1974 | Mr. Sycamore                                           | Jane Gwilt      |                                                                                 |
| 1976 | God Told Me To                                         | Martha Nicholas |                                                                                 |
| 1977 | Nasty Habits                                           | Irmã Winifred   |                                                                                 |
| 1981 | The Animals Film                                       | ela mesma       |                                                                                 |
| 1981 | The Four Seasons                                       | Anne Callan     |                                                                                 |
| 1982 | Come Back to the Five and Dime, Jimmy Dean, Jimmy Dean | Mona            |                                                                                 |
| 1988 | Another Woman                                          | Claire          |                                                                                 |
| 1989 | Parents                                                | Millie Dew      |                                                                                 |
| 1989 | 976-EVIL                                               | Aunt Lucy       |                                                                                 |
| 1991 | The Indian Runner                                      | Srª. Roberts    |                                                                                 |